# 浅見小四郎
浅見 小四郎（あさみ こしろう、1952年2月2日 - ）は、日本の俳優、声優である。テアトル・ド・ポッシュ所属。兵庫県明石市出身。

## 人物・略歴
兵庫県立明石南高等学校卒業後、上京。
1970年代にバンド『三浦友和と仲間たち』のドラムとMCを担当。
以後、三浦の助演として多くの作品に出演。
また、チュモンへの出演を皮切りに韓国ドラマの吹き替えを多く担当している。

## 出演

### テレビドラマ
- 非情のライセンス 第2シリーズ 第44話「兇悪のヌード」（1975年、NET / 東映） - 城山
- Gメン'75（TBS）
  - 第19話「デカ部屋の悪霊」（1975年）− チンピラA
  - 第96話「停年強盗」（1977年）−浮田茂
- ザ・スーパーガール （12ch / 東映）
  - 第4話「フィーバーの夜、モデルは全裸で死ぬ」（1979年）
  - 第50話「浮気の代償はお金といのち」（1980年）
- 噂の刑事トミーとマツ 第1話（1979年、大映テレビ / TBS） - 荒神会構成員
- 赤い嵐（1979年 - 1980年、大映テレビ / TBS）
- 大激闘マッドポリス'80 第8話「破壊」（1980年、日本テレビ）
- 秘密のデカちゃん 第17話「キャッ! チュウまでしたのに別の人?」（1981年、大映テレビ / TBS） - 金庫破り一味（白ツナギ）
- 西部警察（テレビ朝日 / 石原プロ）
  - 第66話「17年目の誘拐」（1981年） - 岡本
  - 第87話「口を閉ざした少年」(1981年) - 島岡の麻雀仲間（おかま）
  - 第98話「ショットガン・フォーメーション」（1981年） - M16密売人
- ひまわりの歌（1981年 - 1982年、TBS）
- 大江戸捜査網 （テレビ東京 / 三船プロ→ヴァンフィル）
  - 第495話「闇を裂く十手」（1981年） - 辰吉
  - 第513話「新隠密登場 謎の慶長小判」（1981年）
  - 第619話「姫が消えた非情の囮作戦」（1983年） - 浪人
  - 第633話「涙の再会！素浪人はぐれ唄」（1984年） - 留吉
- 文吾捕物帳 第25話「嘘は涙かため息か」（1982年、テレビ朝日 / 三船プロ）
- 時代劇スペシャル (フジテレビ) （1982年）佐武と市捕物控 「岡っ引無情」
- 西部警察 PART-II（テレビ朝日 / 石原プロ）
  - 第14話「男たちの絆」（1982年）
  - 第36話「八丈島から来た刑事」（1983年） - 銃器密売人・野々山
- スチュワーデス物語 第9話「ダンス！ダンス！！」（1983年、TBS / 大映テレビ）
- 西部警察 PART-III 第58話「さらば老兵」（1984年） - バーテン
- 新大江戸捜査網 第16話「父子星さすらい旅」（1984年、テレビ東京 / ヴァンフィル） - 与三郎
- 人妻捜査官 第6話「疑惑!?ヒロインが血に染まった撮影所」（1984年、朝日放送 / テレパック）
- 土曜ワイド劇場（テレビ朝日）
  - 探偵・神津恭介の殺人推理3 魔笛に魅せられた女（1985年）
  - 混浴露天風呂連続殺人5 湯けむりに消えた女三人旅 田沢湖から乳頭温泉へ（1986年）
  - 混浴露天風呂連続殺人10 阿寒湖－摩周湖－知床 ラジオで無差別予告殺人（1991年）
  - 温泉若おかみの殺人推理1（1994年） - 中川一男 役
  - はみだし弁護士・巽志郎1（1996年） - 小川富士男 役
  - おばはん刑事!流石姫子2（1999年） - 北原勝彦 役
  - 覗く女 実況中継された連続殺人!（2002年） - 岡倉
  - 松本清張没後10年記念・黒の奔流（2002年） - 小川
  - 殺人逃亡者の妻（2004年）
  - 牟田刑事官事件ファイル32（2005年） - 辻刑事 役
  - ヤメ検の女1（2009年） - 片岡社長 役
  - 100の資格を持つ女〜ふたりのバツイチ殺人捜査〜（2009年） - 桑田幸造 役
  - ショカツの女〜新宿西署・刑事課強行犯係11（2015年） - 竹中社長 役
- 遊びじゃないのよ、この恋は（1986年、TBS）
- 水曜ドラマスペシャル（TBS）
  - 「恋物語」（1986年10月22日）
  - 「それゆけ孔雀警視」（1987年4月22日）
- ザ・ハングマン6 第10話「美少女がエイズの罠にはまる!」（1987年、朝日放送 / 松竹芸能）
- あきれた刑事 第6話「贋札狂乱」（1987年、日本テレビ） - ナイトクラブ酔客
- 火曜サスペンス劇場（日本テレビ）
  - あしながおじさん殺人事件（1989年11月、映像プロデュース）
  - 検事・霞夕子21 二人の目撃者（2003年） - 岡島
- さすらい刑事旅情編III 第8話「花嫁の父・狙われた婚約者」（1990年、テレビ朝日 / 東映）
- 東京ストーリーズ「目を閉じておいでよ」（1990年、フジテレビ）
- 世にも奇妙な物語「ニュースおじさん」（1991年、フジテレビ）
- 幸福の予感（1996年、フジテレビ） - ゲイバー「アリス」のママ 役
- 月曜ドラマスペシャル「演歌・唱太郎の人情事件日誌」（1996年、TBS）
- はみだし刑事情熱系 第2シリーズ（1997年） - 三島達夫 役
- ウルトラマンティガ 第49話「ウルトラの星」（1997年、MBS） - 熊谷健 役
- 月曜ドラマ・イン（テレビ朝日）
  - 「ガラスの仮面」第7話（1997年）
  - 「スウィートデビル」第4話（1998年）
- 渥美清のああ、青春日記（1997年9月24日、フジテレビ）
- 大岡越前 第15部 第10話「信じるこころ」（1998年11月16日、TBS / C.A.L） - 久助
- 幸せ咲いた〜結婚相談所物語〜（2003年、フジテレビ） - 浜崎譲治 役
- 夜桜お染（2003年） - 徳永将監 役
- 月曜ドラマスペシャル
  - 「フォトグラファー桜井美由紀3」（1998年） - 広沢勝三 役
- 月曜ミステリー劇場
  - 「弁護士高見沢響子5」（2002年） - 三井刑事 役
  - 「森村誠一サスペンスシリーズ2」（2003年） - 西田刑事 役
  - 「棟居刑事シリーズ2」（2003年） - 高瀬刑事 役
- 水曜プレミア「つぐない」（2004年6月30日、TBS） - 徳山 役
- 連続テレビ小説「わかば」（2004年-2005年、NHK） - 笠井雄一 役
- 幸せになりたい!（2005年、TBS）
- 氷壁（2006年） - 木村教授 役
- 風の果て（2007年） - 堀田新五郎 役
- 女と愛とミステリー
  - 「信濃のコロンボ事件ファイル3」（2003年） - 牧田祐三 役
- 水曜ミステリー9
  - 「信濃のコロンボ事件ファイル9 乗せなかった乗客」（2005年） - 篠原 役
  - 「神楽坂署生活安全課2」（2006年） - 瀬川三郎 役
  - 「信濃のコロンボ事件ファイル15」（2007年） - 沼田清 役
  - 「松本清張特別企画・不在宴会 死亡記事の女」（2008年）
  - 「不倫調査員・片山由美10」（2008年） - 柴田敏夫 役
  - 「黒の奔流」（2009年） - 松本浩次 役
  - 「松本清張特別企画・鉢植を買う女」（2011年） - 上浜克也 役
  - 「旅行作家・茶屋次郎9」（2011年） - 神崎教諭 役
  - 「ガンリキ 警部補・鬼島弥一1」（2012年） - 寺田編集長 役
  - 「ソタイ 組織犯罪対策課2」（2016年） - 加藤忠雄 役
- CHANGE（2008年、フジテレビ） - 国土交通省事務次官
- 月曜ゴールデン（TBS）
  - 「ご近所探偵・五月野さつき3」（2008年） - 江本啓介 役
  - 「女取調官1」（2011年） - 藤村署長 役
  - 「警視・深町征爾2」（2013年） - 佐原六介 役
- 警官の血（2009年2月、テレビ朝日）
- 金曜エンタテイメント
  - 「無医村に花は微笑む」（2006年） ‐ 川畑時雄 役
- 金曜プレステージ
  - 「警部補・佐々木丈太郎」（2009年） - 富山刑事 役
  - 「津軽海峡ミステリー航路8」（2009年、フジテレビ）
  - 「出張鑑定人・宝来伝吉1」（2014年） - 矢崎明文 役
  - 「銭女」（2014年） - 田所秀信 役
- 警視庁継続捜査班（2010年8月12日、テレビ朝日） - 久保寺弁護士 役
- 水戸黄門第42部 第2話「許すな相撲をけがす奴 -諏訪-」（2010年10月18日、TBS / C.A.L） - 宝来屋 役
- 幻夜（2010年） - 村上刑事 役
- 松本清張特別企画・一年半待て（2010年12月8日、BS-TBS / テレパック） - 歯科医
- 遺留捜査 第1シリーズ（2011年） - 大石鉄夫 役
- 警視庁捜査一課9係（2011年） - 木島教頭 役
- 最も遠い銀河（2013年） - 柳原医師 役
- 天国の恋（2013年） - 西尾宙太 役
- 慰謝料弁護士〜あなたの涙、お金に変えましょう〜（2014年） - 藤岡茂 役
- TEAM -警視庁特別犯罪捜査本部- （2014年） - 神山明（専務） 役
- 撃てない警官（2016年） - 浅井駿二 役
- 月曜名作劇場（TBS）
  - 横山秀夫サスペンス 陰の季節（2016年） - 青木源一郎 役
  - みなと署落とし物係 秘密捜査官 危険な二人（2017年） - 古川聰 役
  - 十津川警部シリーズ (内藤剛志)3（2017年） - 鮫島医師 役
- 光る崖（2016年） - 中尾弘吉 役
- 狙撃（2016年） - 吉村泰三 役
- 就活家族〜きっと、うまくいく〜（2017年） - 飯田社長 役
- PTAグランパ!（2017年） - 丹波稔 役
- 相棒
  - Season17 第12話（2019年1月23日） - 横塚
  - Season22 第1話（2023年） - 村岡
- 日曜プライム 「深層捜査3」（2019年） - 鐘下守 役
- 病院の治しかた〜ドクター有原の挑戦〜（2020年） - 坂本史郎 役
- シロでもクロでもない世界で、パンダは笑う。（2020年） - 並木しげる 役
- 龍虎の理（2021年5月28日、日本映画専門チャンネル） - 島谷重孝 役
- #コールドゲーム（2021年6月6日 - 7月24日、東海テレビ他） - 最上留吉 役
- 邪神の天秤　公安分析班（2022年2月13日 - 4月17日、WOWOW） - 真藤健吾 役
- さすらい署長 風間昭平スペシャル「とやま庄川峡殺人事件」（2024年6月24日、テレビ東京） - 佐久間啓太郎 役[3]

### 映画
- 花の高2トリオ 初恋時代（1975年、東宝） - 安西 役
- 十階のモスキート（1983年、ATG） - 「ヒーロー」の客 役
- 刑務所の中（2002年、ザナドゥー） - ミリタリー佐藤 役
- 海猫（2004年、東映） - 井田 役
- 感染（2004年、東宝） - 黄色いカーディガンの患者 役
- 憐れみムマシカ（2009年、ジェリーフィッシュフィルム） - 柏木厚雄 役（主役）
- 誰も守ってくれない（2009年、東宝）
- かかってこいよ世界（2023年、ライツキューブ）[4]
- 法廷の死神 第1章（2025年、ライツキューブ）[5]
- てっぺんの向こうにあなたがいる（2025年公開予定、キノフィルムズ）[6]

### 吹き替え
- イ・サン - ホン・ボンハン（洪鳳漢）役（シン・チュンシク）
- 朱蒙 - ムソン 役（クォン・ヨンウン）
- 風の国 - テソ（帯素）役（ハン・ジニ）
- 善徳(ソンドク）女王 - チュクパン（竹方）役（イ・ムンシク）
- 製パン王 キム・タック - ユギョンの父役（クォン・ヨンウン)
- ワンドゥギ - 隣の家のオヤジ役
- ヘチ　王座への道 - キム・チャンジュン役（イ・ウォンジェ）

### テレビ番組
- ハートフルTV 虫の知らせ（2024年4月14日 - 、BSフジ）

### ラジオ
- ハートフルラジオ 虫の知らせ（2020年 - 、FMヨコハマ）